# Свердловский район (Казань)
Свердловский район (тат. Свердлов районы) — один из упразднённых районов Казани.
Здание райисполкома находилось по адресу: улица Свердлова, 12.
Районный комитет ВКП(б)/КПСС находился по адресу: Спартаковская улица, 115.

## География
Район находился в юго-восточной части Казани; на западе граничил со Сталинским районом, севернее по улицам Свердлова, Ленина и Достоевского граничил с Молотовским районом, южнее и восточнее находился Столбищенский район Татарской АССР.

## История
Район был создан в 1942 году из частей Молотовского и Сталинского районов; он занимал юго-восточную часть исторического центра Казани, посёлки Аметьево (с Подаметьевской слободой), Борисково, Бутырки, Воскресенское, Горки, Жировка, Калининский, Калуга, Крутовка и Первомайский.
На территории района находились: больница, 2 рынка, хлебозавод № 4, комбинат «Спартак» и другие учреждения.
Упразднён в 1956 году, большая часть территории района была объединена со Сталинским районом, образовав Приволжский район; оставшиеся территории были разделены между Бауманским (часть центра города) и Молотовским (часть центра города, посёлок Калуга) районами.

## Руководители
Первые секретари райкома ВКП(б)/КПСС:
- Тышкевич, Дмитрий Михайлович (май 1942 – июль 1942)
- Тихонов, Григорий Порфирьевич (сентябрь 1942 – май 1945)
- Суганов, Николай Андреевич (июль 1945 – февраль 1948)
- Клочков, Никита Николаевич (март 1948 – декабрь 1949)
- Бердников, Василий Николаевич (январь 1950 – июнь 1955)
- Малинкин, Николай Иванович (июль 1955 – декабрь 1956)

## Улицы[3][6]
1. Агрономическая
2. Академическая (часть)
3. Аметьевская
4. Аметьевский взвоз
5. Аметьевский спуск
6. Астраханская
7. Атнинская
8. Барабусная
9. Безымянная
10. Бойничная
11. Бойничный овраг
12. Болотная
13. Борисковская
14. Ботаническая
15. Бугульминская
16. Бугульминская 2-я
17. Бутырская
18. Ветеринарная (часть)
19. Вишневского
20. Водопроводная
21. Волжская
22. Волкова (часть)
23. Воскресенская
24. Вятская
25. Газовая
26. Глухой переулок
27. Горкинская
28. Горная
29. Горный переулок
30. Гусиный переулок
31. Дальнекабанная
32. Дегтярная
33. Девликеевская
34. Демьяна Бедного
35. Достоевского (часть)
36. Елабужская
37. Жданова
38. Жучка
39. Задне-Бойничная
40. Задне-Борисковская
41. Задне-Бугульминская
42. Задне-Воскресенская
43. Задне-Павлюхина
44. Закамский переулок
45. Зелёная
46. Зинина (часть)
47. Ижевская
48. Ипподромная
49. Кабанная
50. Калинина
51. Каучуковая
52. Качалова
53. Киевская
54. Кирпично-Заводская
55. Кооперативная
56. Косогорная
57. Красного Студента (часть)
58. Кривая
59. Крутовская
60. Крымская
61. Куйбышева (часть)
62. Куйбышева
63. Куйбышева площадь
64. Кузнечная
65. Кузнечный переулок
66. Ленина (часть)
67. Лесгафта
68. Лихачёвская (часть)
69. Луковского
70. Майская
71. Малая 1-я
72. Малая 2-я
73. Малая Слободка
74. Мензелинская
75. Меркуловская
76. Местная
77. Минская
78. Мичурина
79. Молодецкая
80. Муратовская
81. Муратовский спуск
82. Муратовский овраг
83. Мясницкая
84. Нагорная
85. Народная
86. Нахимовская
87. Низенькая
88. Новая
89. Новобытная
90. Ново-Песочная
91. Ново-Пугачёвская
92. Новосибирская
93. Овраг Малой Слободки
94. Овражная
95. Оренбургская
96. Островского (часть)
97. Павлюхина
98. Панкратовская
99. Подгорная
100. Подгорная 2-я
101. Подаметьевская
102. Подкосная
103. Пожарная
104. Полярная
105. Польцовский переулок
106. Потребительская
107. Поперечно-Слободская
108. Поперечно-Хороводная
109. Поперечно-Центральная
110. Правокабанная
111. Привольная
112. Привольная 2-я
113. Привольный переулок
114. Пригородная
115. Приозёрная
116. Проектная 11-я
117. Проектная 17-я
118. Пугачёвская
119. Рабочей Молодёжи
120. Революции площадь
121. Регенераторный переулок
122. Ремесленная
123. Ростовская
124. Роща Фрунзе
125. Садовая
126. Сборная
127. Свердлова (часть)
128. Свердловский переулок
129. Селекционная
130. Семёновская
131. Сквозная
132. Спартаковская
133. Средняцкая
134. Среднекабанная
135. Старая (часть)
136. Суворовский 1-й переулок
137. Суворовский 2-я переулок
138. Суконная
139. ТатЦИКа
140. Текстильная
141. Тимер-Юл (часть)
142. Тихая
143. Тихомирнова
144. Товарищеская (часть)
145. Трамвайная
146. Трезвая
147. Тульская
148. Урожайная
149. Ферменское шоссе
150. Флегонтов переулок
151. Хади Такташа
152. Харьковская
153. Химический переулок
154. Хороводная
155. Центральная
156. Чебоксарская
157. Чехова (часть)
158. Чкаловский тракт
159. Шмелёва
160. Шмелёв овраг
161. Щорса

## Транспорт
На территории района находились конечные пункты трамвайных маршрутов № 2 («железнодорожный вокзал» — «улица Волкова»), № 4 («железнодорожный вокзал» — «улица Газовая») и № 6 («макаронная фабрика» — «улица Газовая»).
Троллейбусное движение появилось в районе в 1949 году, когда до улицы Павлюхина был продлён маршрут № 1.
На момент упразднения района через его территорию проходили автобусные маршруты № 3 («железнодорожный вокзал» — «Столбище»), № 4 («площадь Куйбышева» — «Новостройка») и № 10 («площадь Куйбышева» — «Ферма-2»).

## Образование
В 1952/53 учебном году в районе действовало 19 школ: 
- средняя русская мужская школа № 5[тат.] (Волкова, 8)
- семилетняя русская мужская школа № 16 (Ново-Песочная, 44)
- начальная русская школа № 22 (Калинина, 13)
- начальная русская школа № 23 (Дегтярная, 29)
- средняя русская мужская школа № 27[тат.] (Жданова, 48)
- семилетняя русская женская школа № 34 (Лихачёвская, 27)
- начальная татарско-русская школа № 42 (Воскресенское)
- семилетняя русская женская школа № 43 (Хади-Такташ, 43)
- семилетняя русская женская школа № 44 (селекционная станция, 14)
- начальная русская школа № 53 (Жданова, 6)
- начальная русская школа № 62 (Хади-Такташ, 58)
- начальная русская школа № 79 (Чебоксарская, 5)
- семилетняя татарская школа № 82 (Оренбургская, 22)
- семилетняя русская женская школа № 86 (Ленина, 56)
- средняя русская женская школа № 88 (Жданова, 37)
- начальная русская школа № 95 (Борисково)
- средняя русская смешанная школа № 97 (Ферма-2)
- средняя русская женская школа № 98[тат.] (Калинина, 95)
- начальная русская школа № 104 (Ленина, 22)[8].